# ATP Challenger Székesfehérvár
Das ATP Challenger Székesfehérvár (offizieller Name: Kiskút Open) war ein 2023 und 2024 stattfindendes Tennisturnier in Székesfehérvár, Ungarn. Es war Teil der ATP Challenger Tour und wurde in der Halle auf Sand ausgetragen.

## Liste der Sieger

### Einzel
| Jahr | Sieger          | Finalgegner     | Ergebnis   |
| ---- | --------------- | --------------- | ---------- |
| 2024 | Tseng Chun-hsin | Titouan Droguet | 4:1 aufgg. |
| 2023 | Hamad Međedović | Nino Serdarušić | 6:4, 6:3   |

### Doppel
| Jahr | Sieger                           | Finalgegner                       | Ergebnis         |
| ---- | -------------------------------- | --------------------------------- | ---------------- |
| 2024 | Titouan Droguet Matteo Martineau | André Göransson Denys Moltschanow | 4:6, 7:5, [10:8] |
| 2023 | Bogdan Bobrow Sergey Fomin       | Sarp Ağabigün Ergi Kırkın         | 6:2, 5:7, [11:9] |